# シュコダ24Tr
シュコダ24Tr（チェコ語: Škoda 24Tr）は、チェコのシュコダ・エレクトリックが開発したトロリーバス車両。車体の製造はイリスバス（現在：イヴェコ・バス）が手掛けており、シュコダ24Tr イリスバス（Škoda 24Tr Irisbus）と呼ばれる事もある。

## 概要
シュコダグループの企業であるシュコダ・エレクトリックは2000年代以降、バスやトロリーバスの製造を手掛ける国内外の企業と契約を結んだ上で、それらの企業が手掛ける車体を用いた新型トロリーバス車両の生産を実施している。その中で最初に生産が実施されたのが、イリスバス（現：イヴェコ・バス）の子会社であったカロサと共に開発したシュコダ24Trである。
全長12 mの2軸バスで、乗降扉付近の床上高さを320 mmに抑えているノンステップバスである。主電動機はシュコダ製の誘導電動機、制御装置は同じくシュコダが開発したIGBT素子を用いたVVVFインバータ制御方式のものが用いられるほか、電力を回収可能な回生ブレーキも搭載されている。大半の電気機器は屋根上のボックス内に収納されており、メンテナンスの容易化が図られている。また、顧客からの要望に応じて、非電化区間でも走行可能なようディーゼル発電機や充電池を搭載する事も可能である。

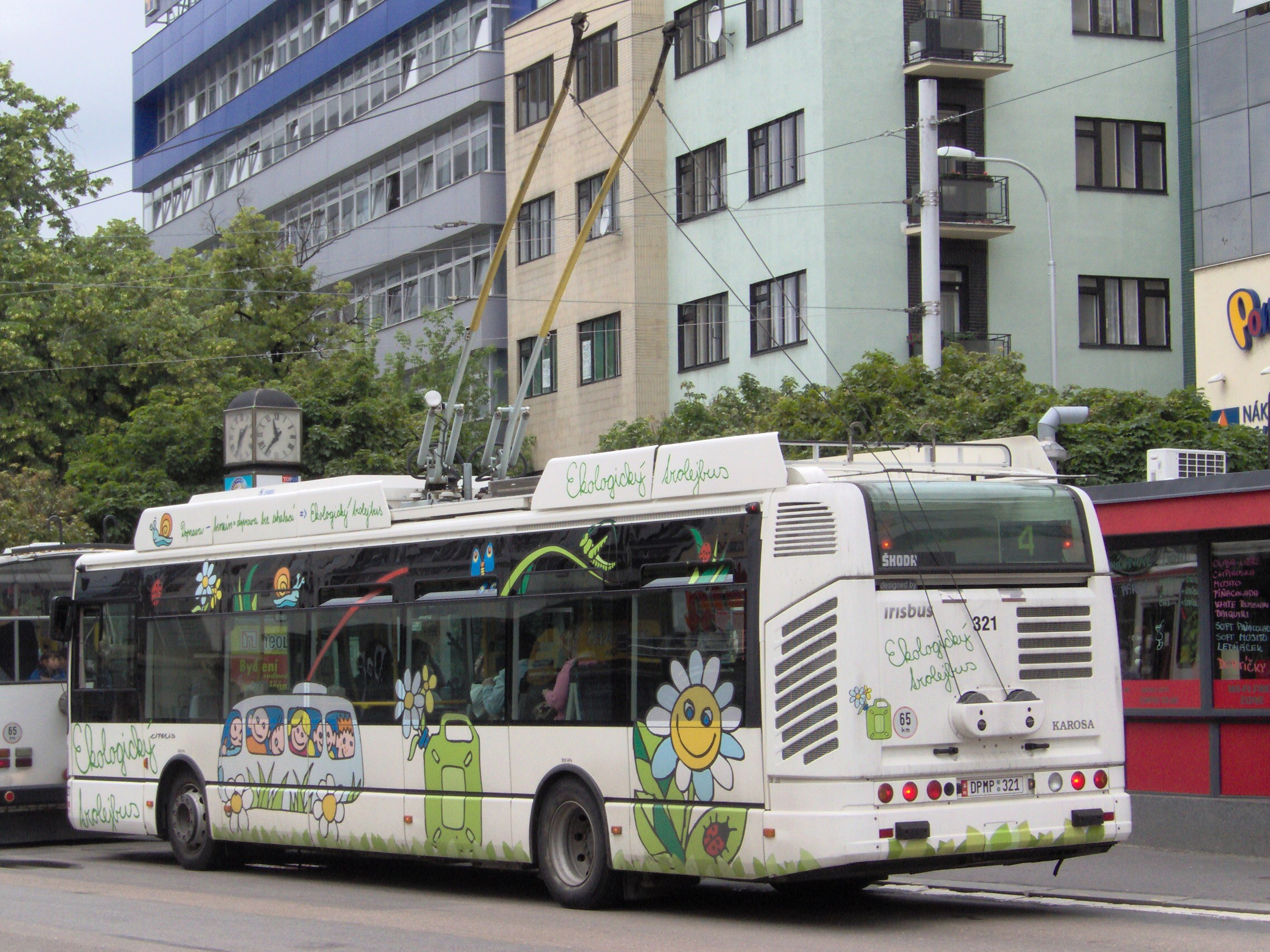
後方（パルドゥビツェ）
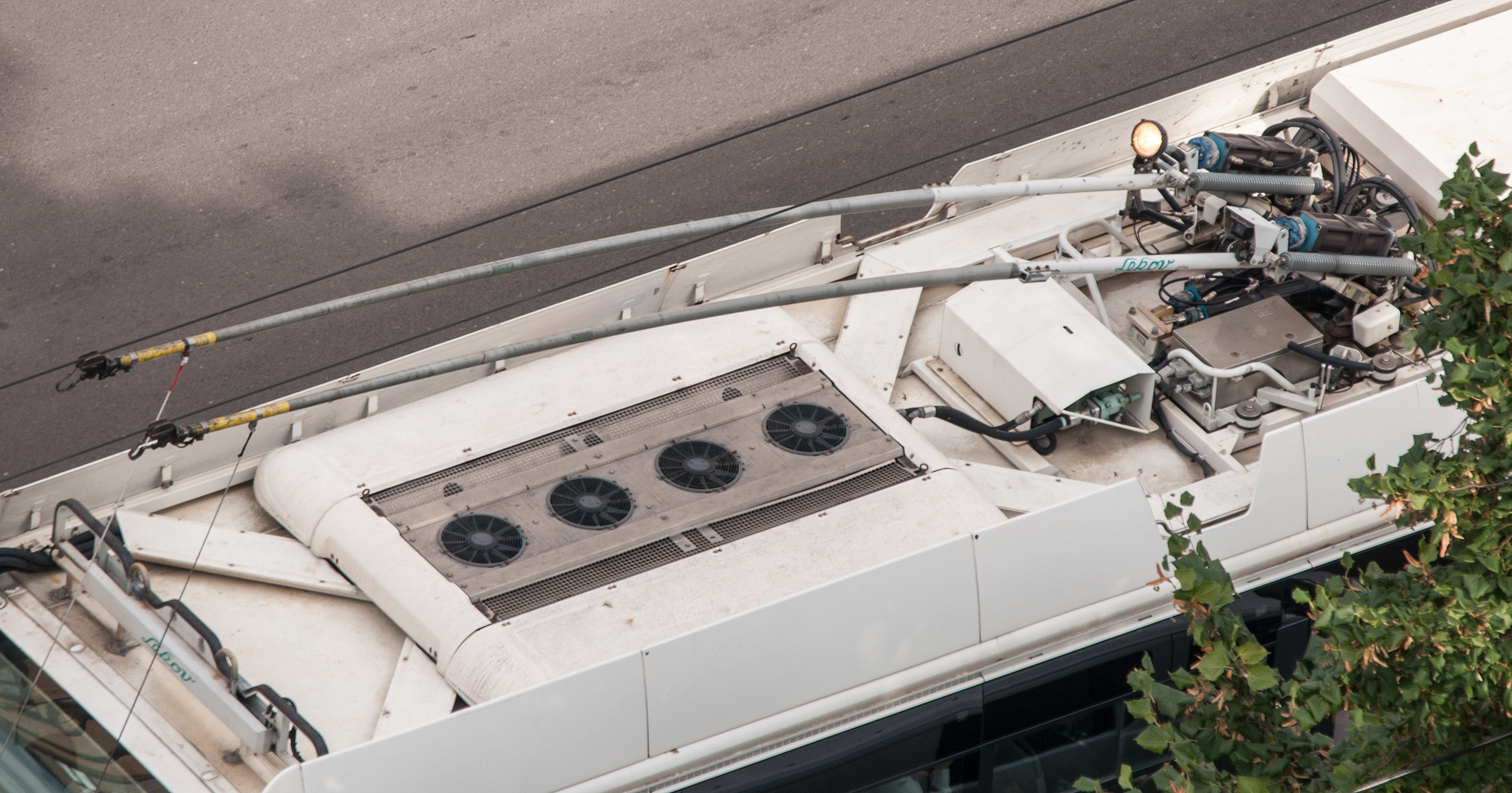
屋根上の集電装置・電気機器（リガ）
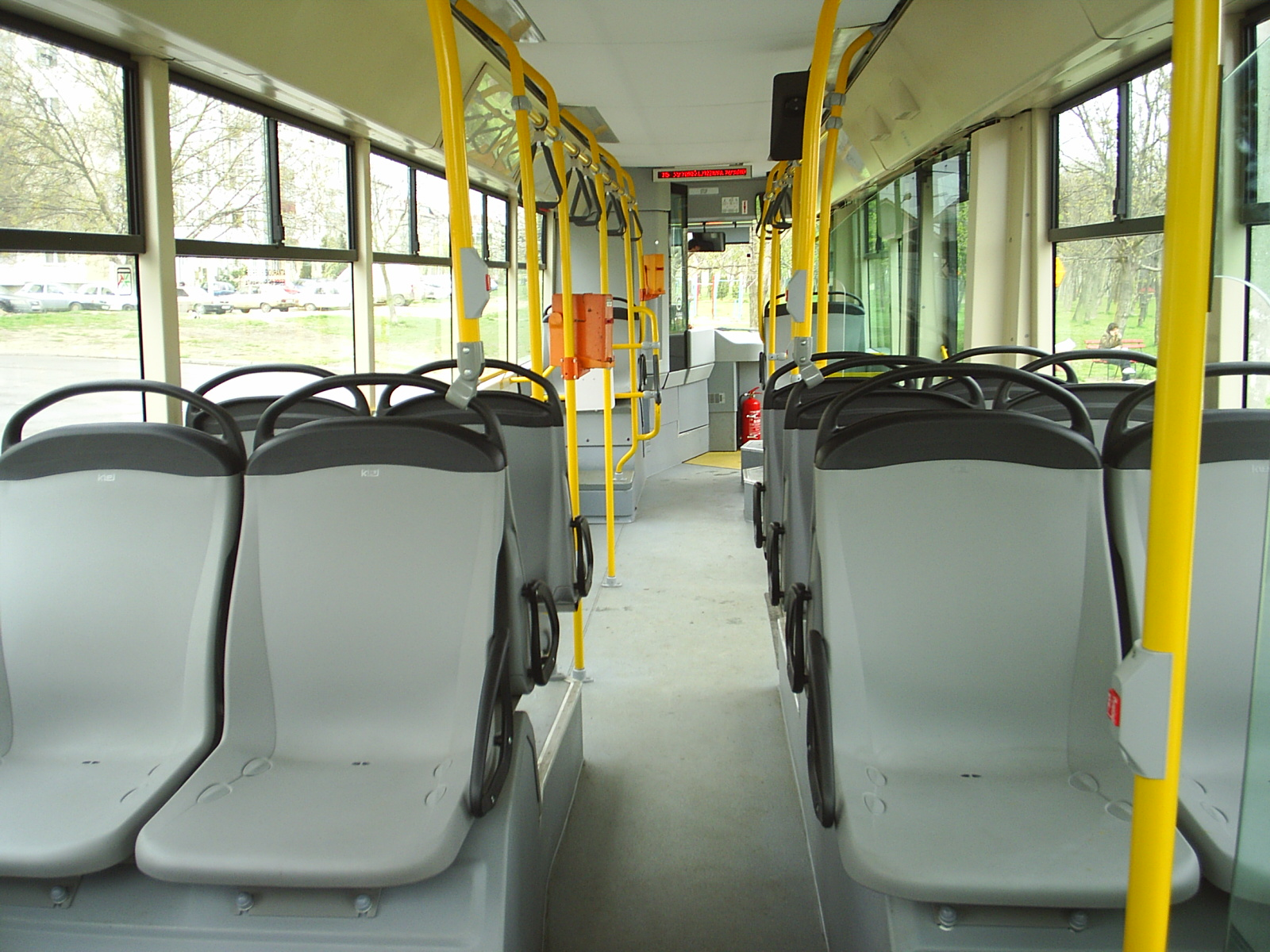
車内（ティミショアラ）

使用される車体は製造年代によって異なり、試作車および2004年から2005年にかけて製造された量産車はイリスバスが開発したシティバス（Citybus）、同年以降は後継モデルのシテリス（Citelis）の同型の車体が用いられている。また、後者については2007年以降サスペンションをリジッドアクスル式からフロントスイングセミアクスル式に変更しており、低床部分の通路の幅が広く取られている。

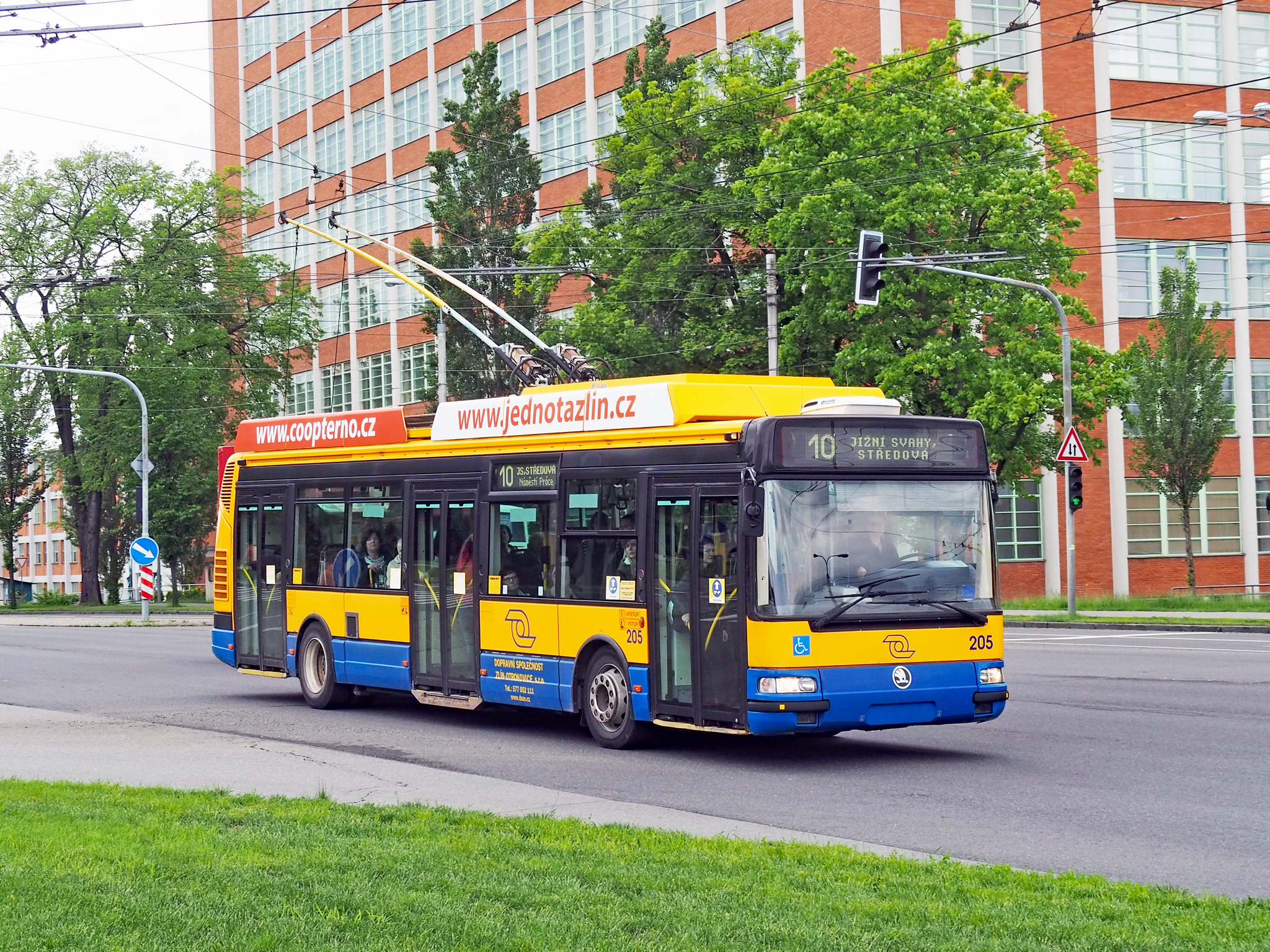
シティバスの車体を有する車両（ズリーン）
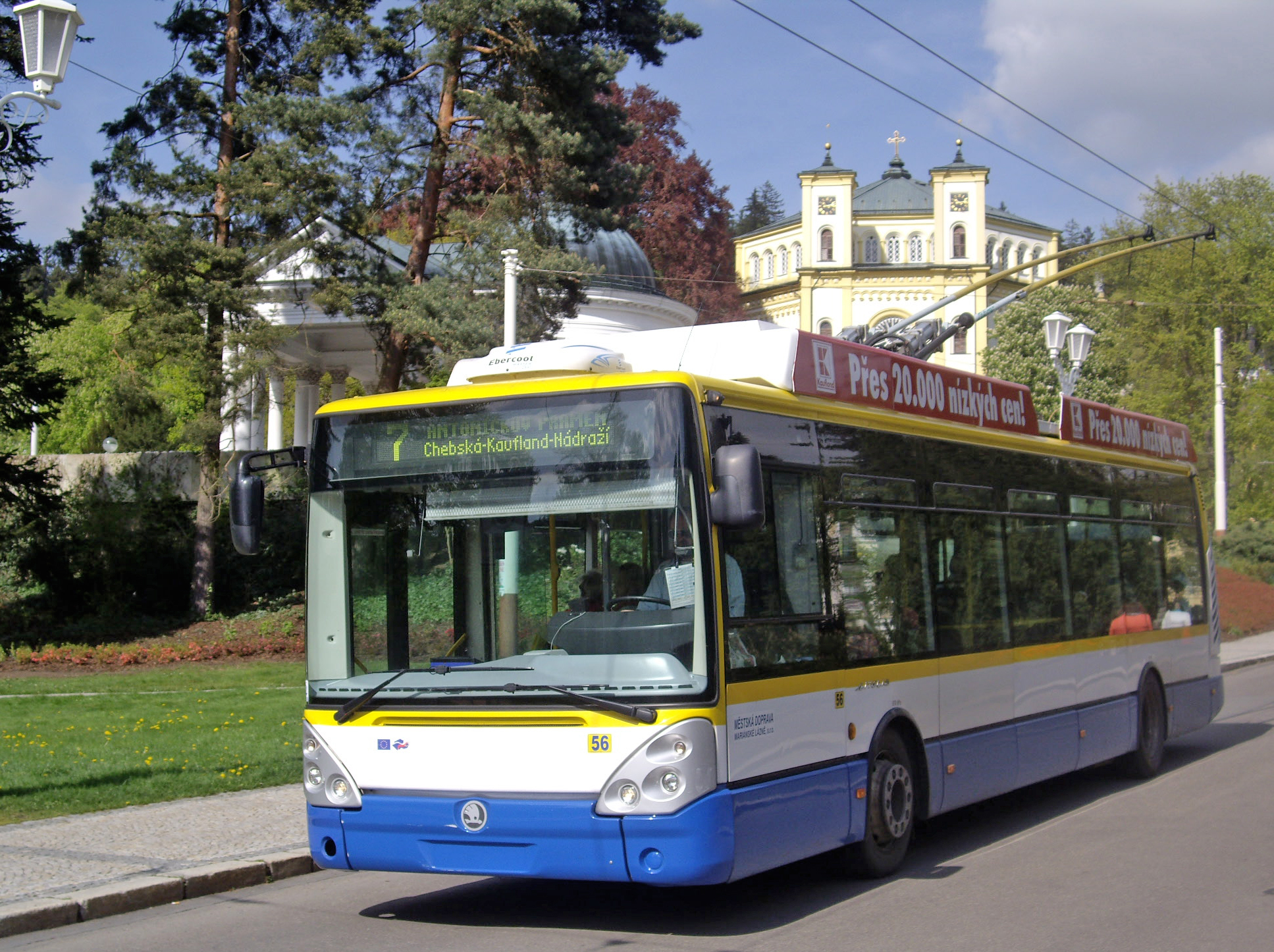
シテリスの車体を有する車両（マリアーンスケー・ラーズニェ）

## 運用・導入都市
2003年9月に試作車が落成し、各都市での試運転を経て翌2004年以降量産車両がチェコをはじめとする世界各国へ導入された。ただし2022年現在、一部都市では試作車を始め廃車が始まっており、プラハ（プラハ・トロリーバス）など別の都市への譲渡が実施された車両も存在する。以下、シュコダ24Trが導入された都市を記す。
| シュコダ24Tr 導入都市一覧 | シュコダ24Tr 導入都市一覧                                                 | シュコダ24Tr 導入都市一覧 | シュコダ24Tr 導入都市一覧 | シュコダ24Tr 導入都市一覧 |
| 導入国                    | 都市                                                                      | 車体                      | 導入車両数                | 備考                      |
| ------------------------- | ------------------------------------------------------------------------- | ------------------------- | ------------------------- | ------------------------- |
| チェコ                    | プルゼニ (プルゼニ・トロリーバス)                                         | シティバス                | 7両                       | [ 9 ]                     |
| チェコ                    | プルゼニ (プルゼニ・トロリーバス)                                         | シテリス                  | 16両                      | [ 9 ]                     |
| チェコ                    | ズリーン オトロコヴィツェ (ズリーン/オトロコヴィツェ・トロリーバス)       | シティバス                | 12両                      | [ 10 ]                    |
| チェコ                    | ズリーン オトロコヴィツェ (ズリーン/オトロコヴィツェ・トロリーバス)       | シテリス                  | 12両                      | [ 10 ]                    |
| チェコ                    | マリアーンスケー・ラーズニェ (マリアーンスケー・ラーズニェ・トロリーバス) | シティバス                | 2両                       | [ 11 ] [ 12 ]             |
| チェコ                    | マリアーンスケー・ラーズニェ (マリアーンスケー・ラーズニェ・トロリーバス) | シテリス                  | 5両                       | [ 11 ] [ 12 ]             |
| チェコ                    | テプリツェ (テプリツェ・トロリーバス)                                     | シテリス                  | 7両                       | [ 13 ]                    |
| チェコ                    | イフラヴァ (イフラヴァ・トロリーバス)                                     | シティバス                | 1両                       | [ 14 ]                    |
| チェコ                    | イフラヴァ (イフラヴァ・トロリーバス)                                     | シテリス                  | 5両                       | [ 14 ]                    |
| チェコ                    | パルドゥビツェ (パルドゥビツェ・トロリーバス)                             | シテリス                  | 6両                       | [ 15 ]                    |
| ラトビア                  | リガ (リガ・トロリーバス)                                                 | シテリス                  | 150両                     |                           |
| ルーマニア                | ティミショアラ                                                            | シテリス                  | 50両                      |                           |
| スロバキア                | プレショフ (プレショフ・トロリーバス)                                     | シテリス                  | 7両                       |                           |
| ウズベキスタン            | ウルゲンチ (ウルゲンチ・トロリーバス)                                     | シテリス                  | 9両                       |                           |

## ギャラリー

### チェコ

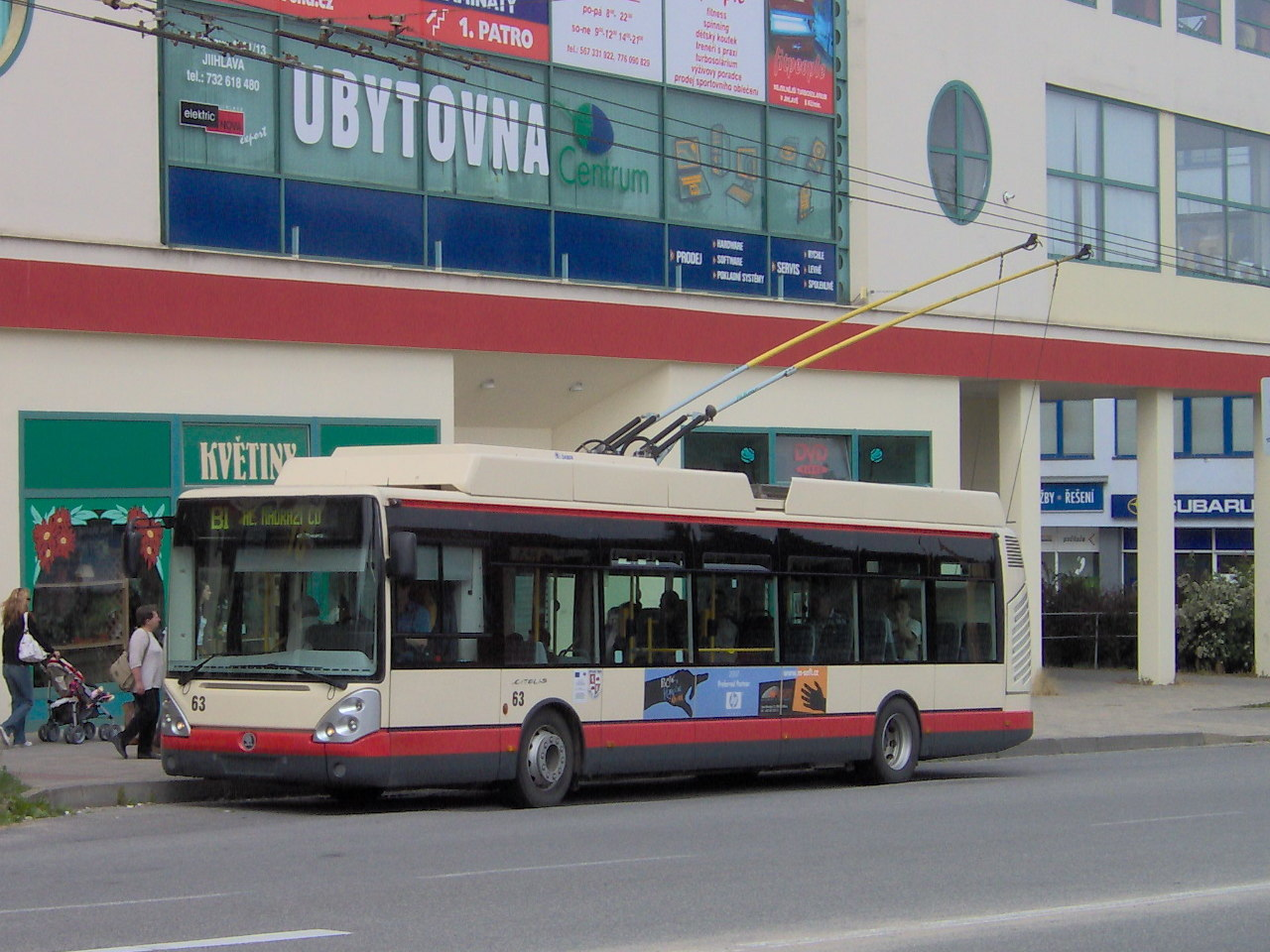
イフラヴァ
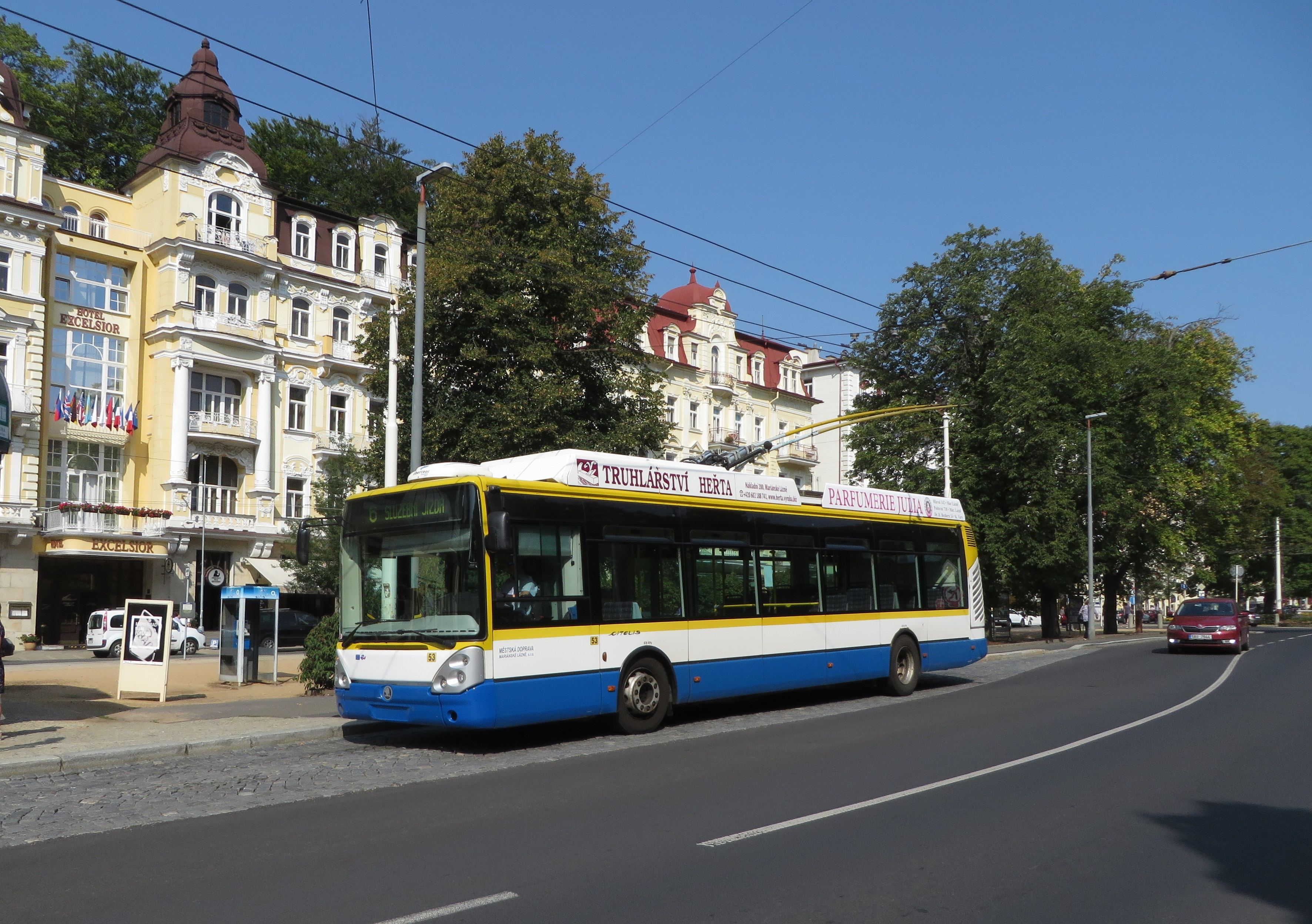
マリアーンスケー・ラーズニェ
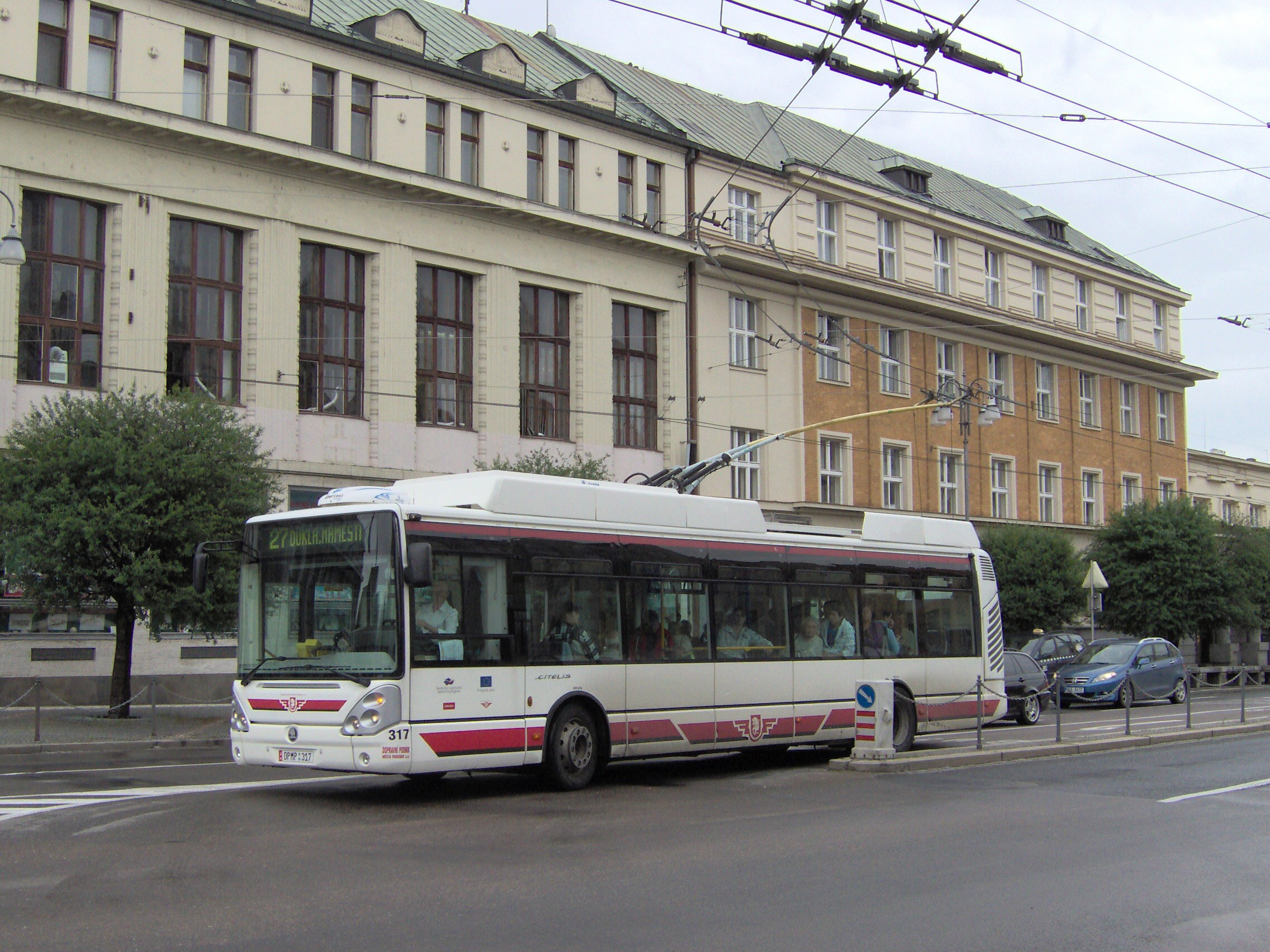
パルドゥビツェ
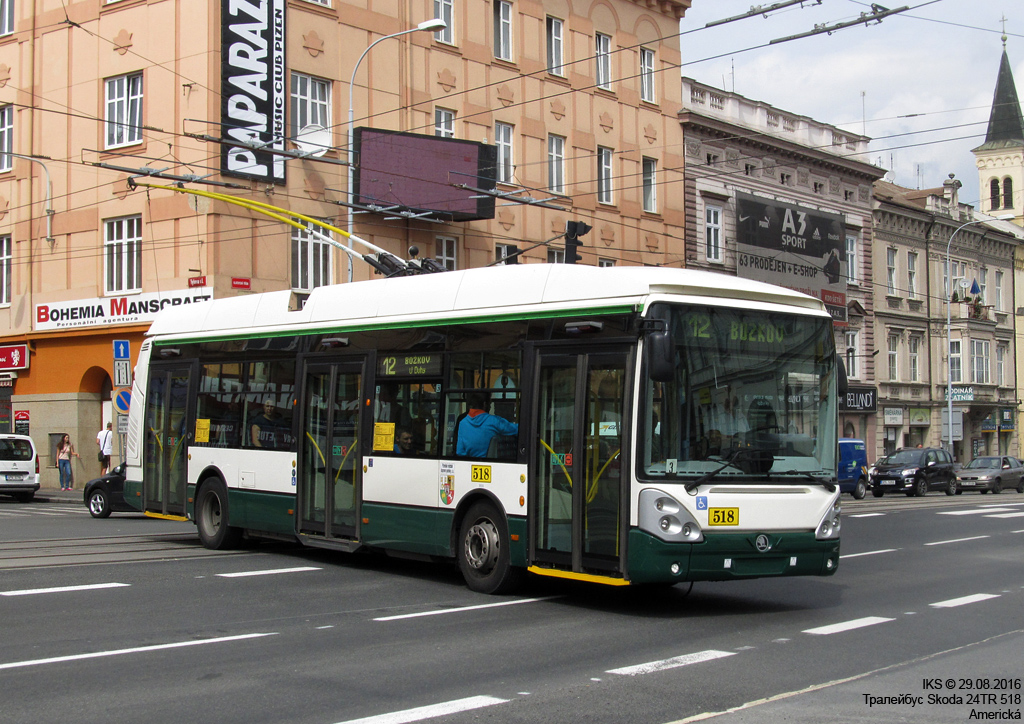
プルゼニ
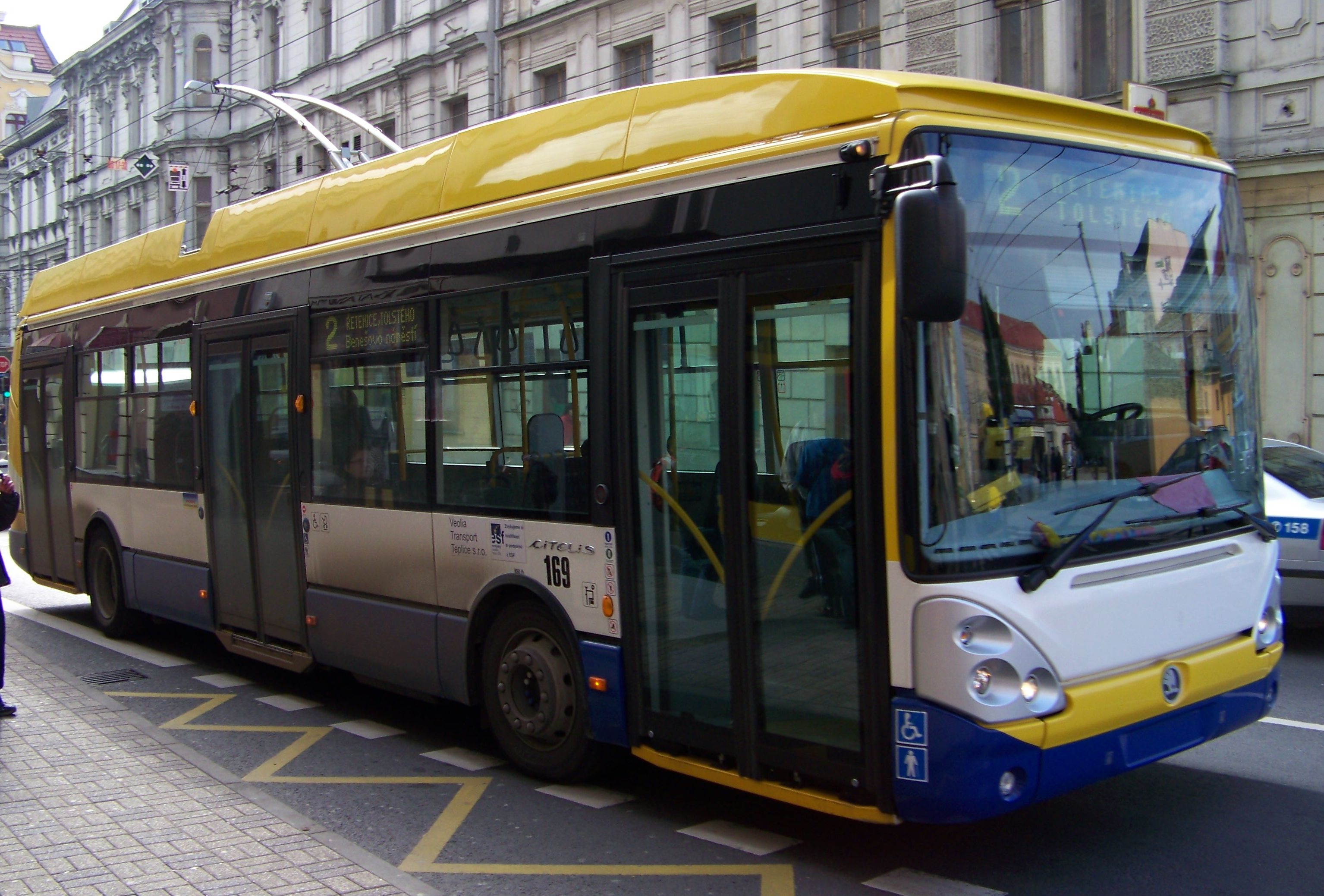
テプリツェ
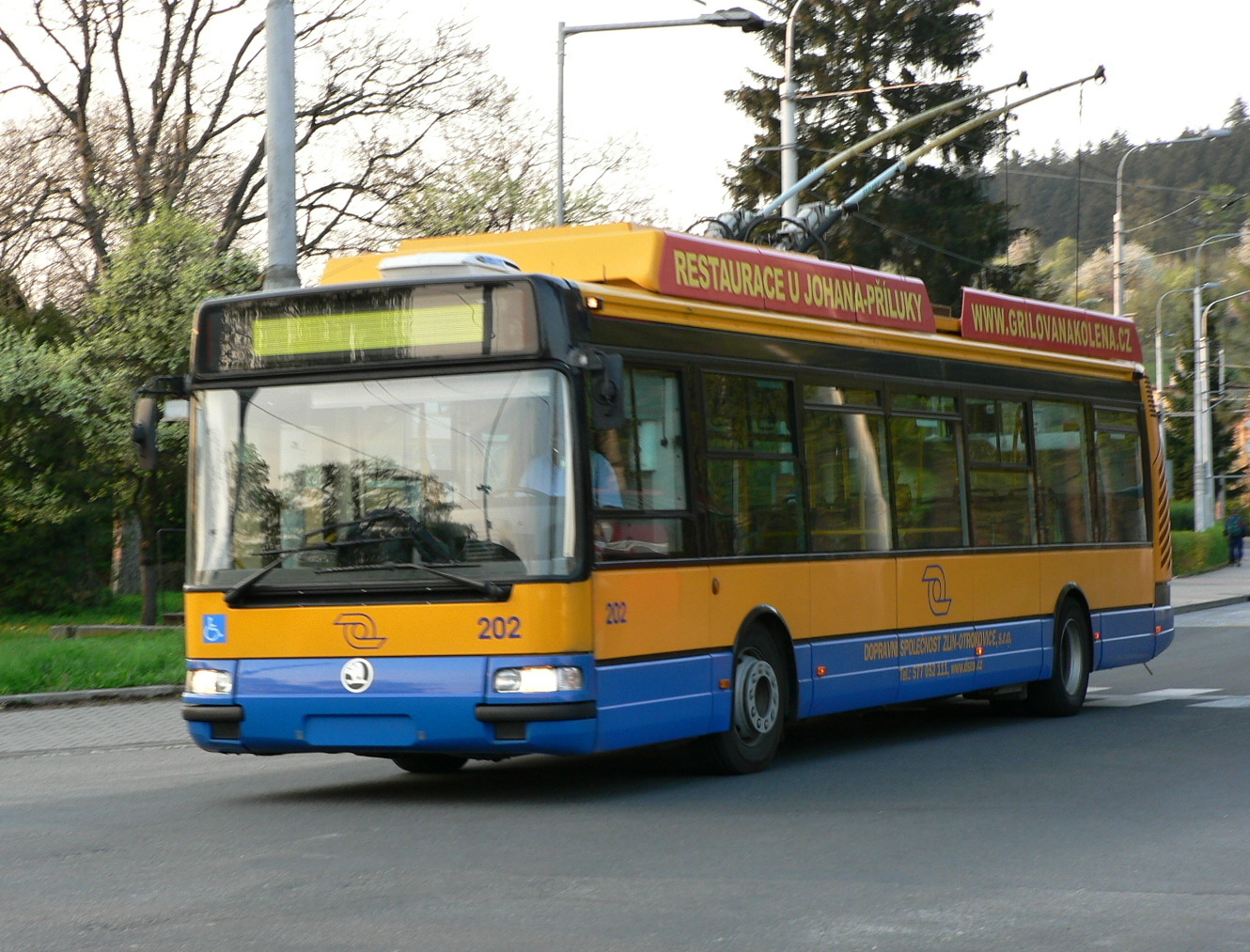
ズリーン

### その他

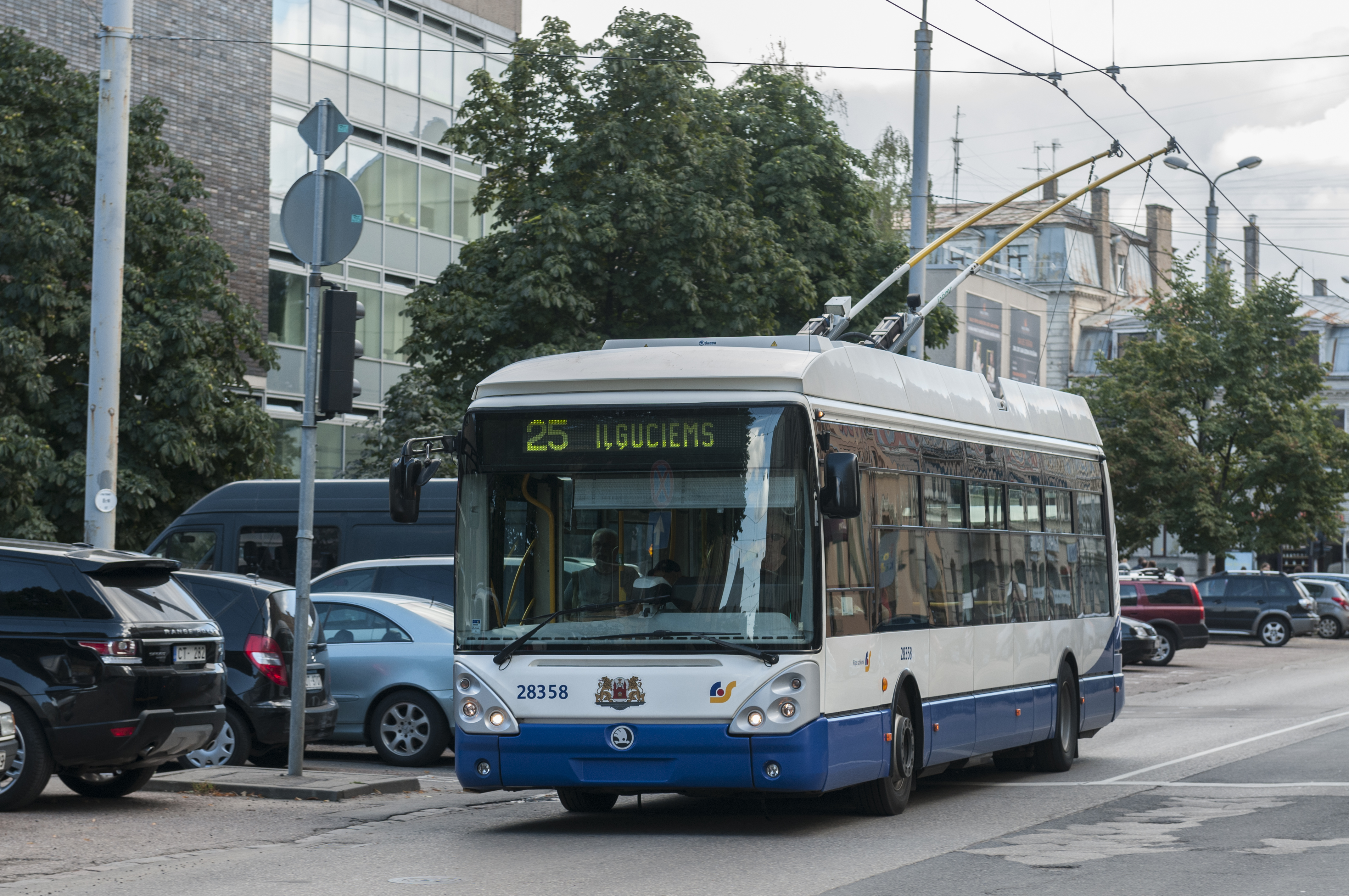
ラトビア：リガ
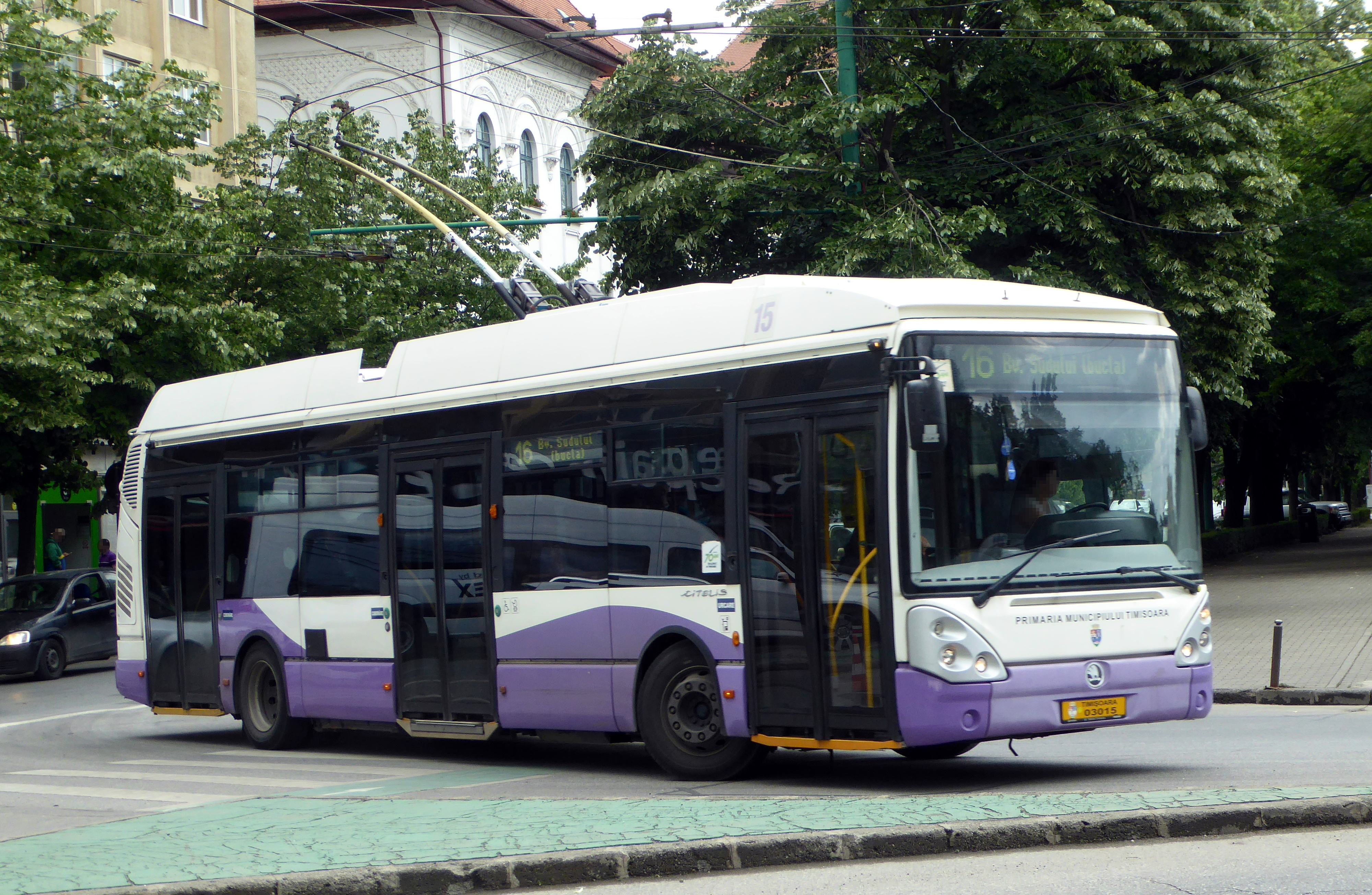
ルーマニア：ティミショアラ
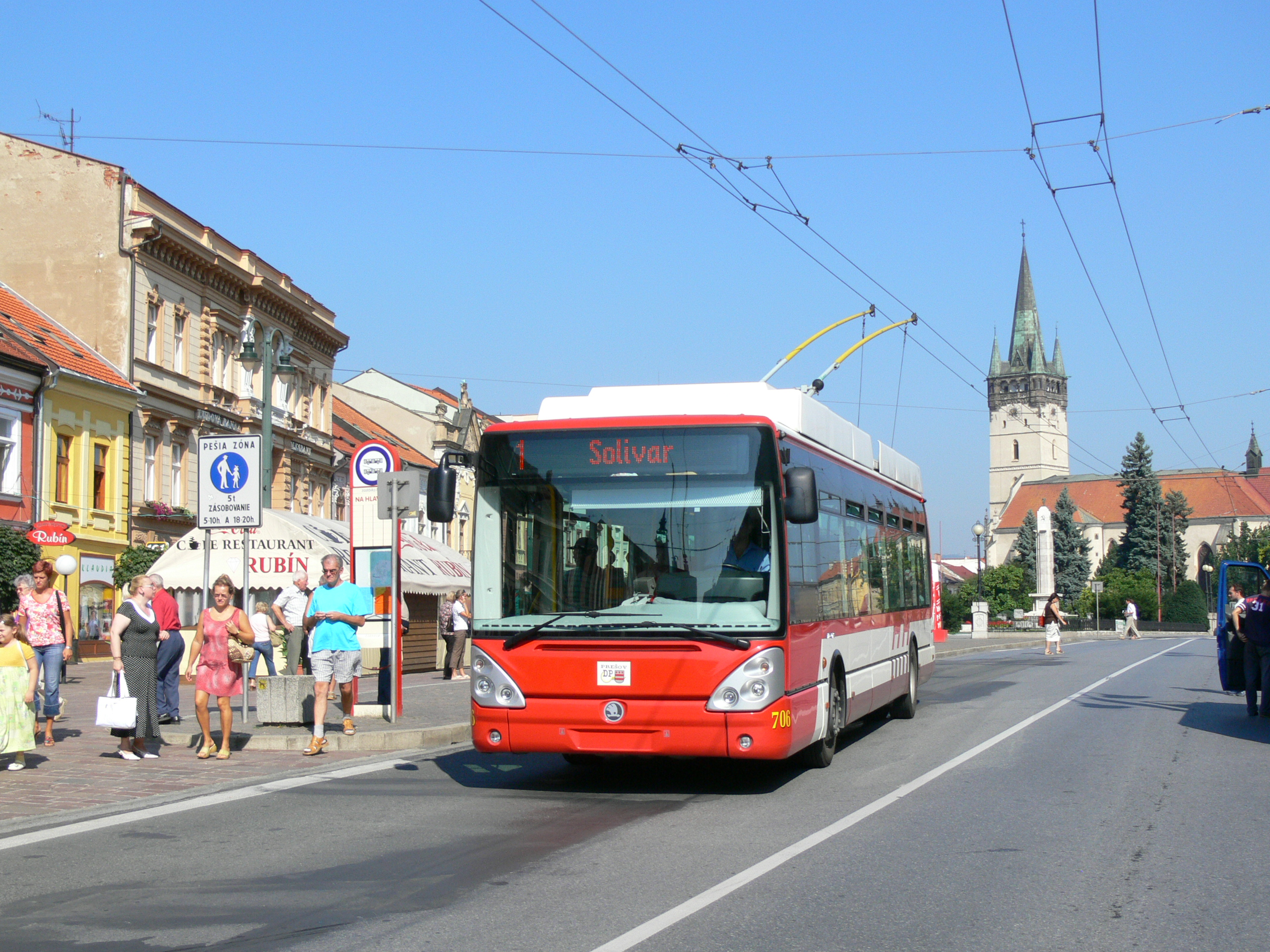
スロバキア：プレショフ
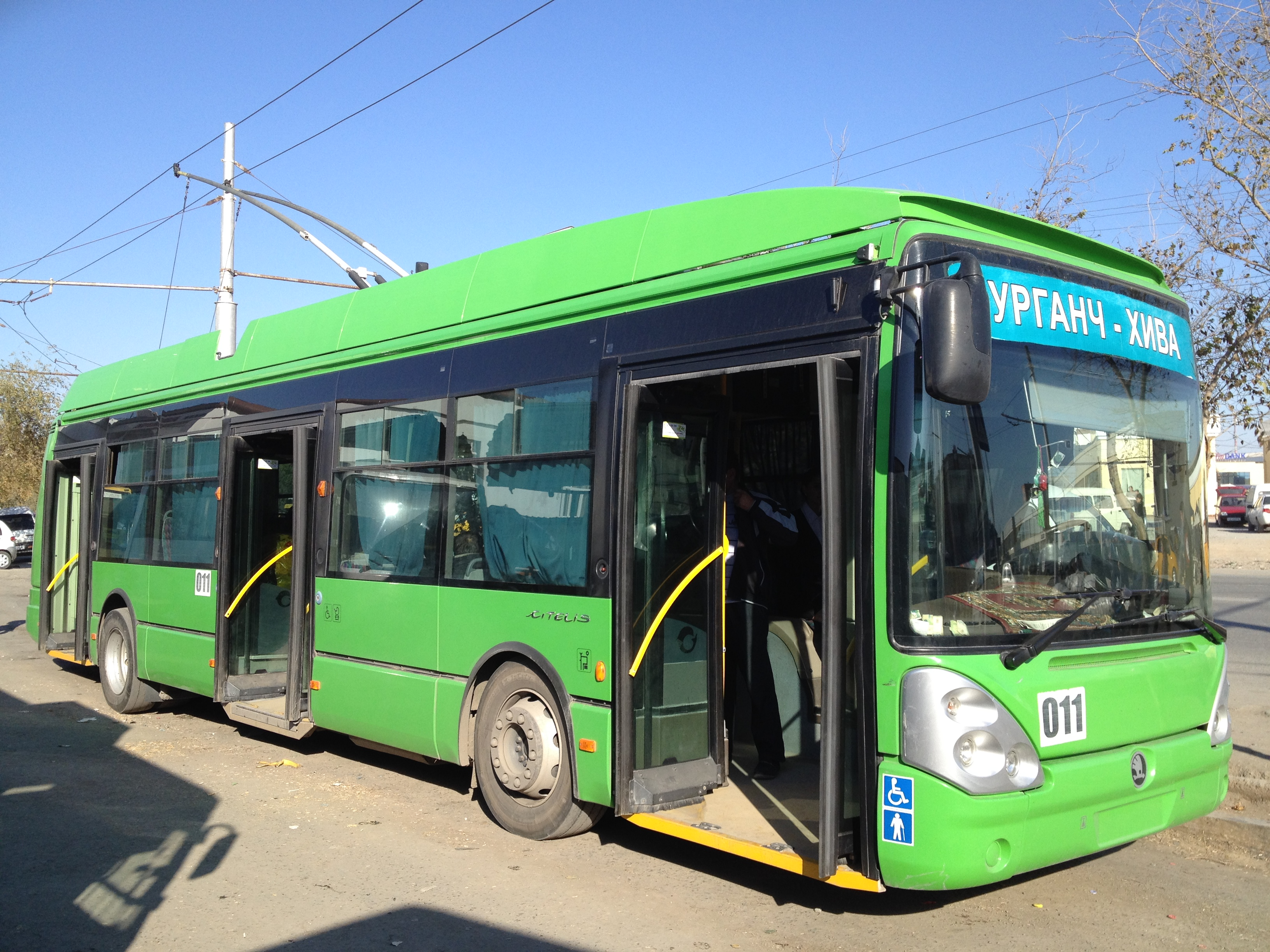
ウズベキスタン：ウルゲンチ

## 関連車両
- シュコダ25Tr - イリスバス製の車体を用いた連節式トロリーバス。シュコダ24Trと電気機器の多くの共通化が図られている[16][17]。

- シュコダ25Tr
（ブルノ、2011年撮影）

## 参考資料
- Martin Harák (2015-11-10). České trolejbusy historie a současnost, typy, technika, provoz. Praha: Grada Publishing a.s.. ISBN 978-80-247-5552-6

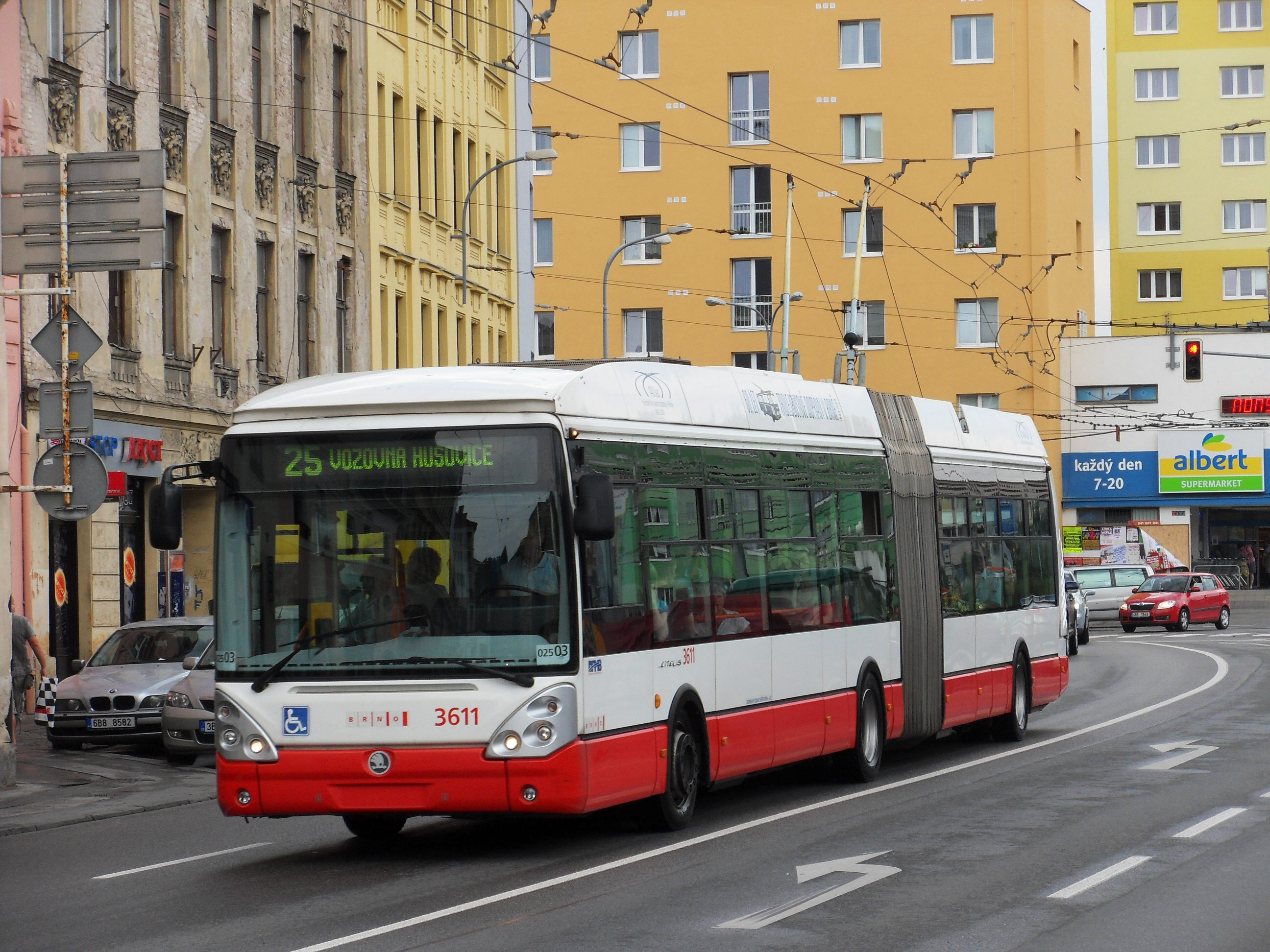
シュコダ25Tr （ブルノ、2011年撮影）